# 马尔蒂耶
马尔蒂耶（法語：Marthille，法語發音：[maʁtij]）是法国摩泽尔省的一个市镇，属于萨尔堡-萨兰堡区。

## 地理
马尔蒂耶（48°55'28"N, 6°33'36"E）面积10.2 平方千米，位于法国大東部大區摩泽尔省，该省份为法国东北部内陆省份，是洛林的一部分，西南接默尔特-摩泽尔省，东临下莱茵省，北与卢森堡和德国接壤。
与马尔蒂耶接壤的市镇（或旧市镇、城区）包括：阿尚、贝朗日、布雷安、布吕朗日、代斯特里、莱斯、尼德河畔维莱尔。
马尔蒂耶的时区为UTC+01:00、UTC+02:00（夏令时）。

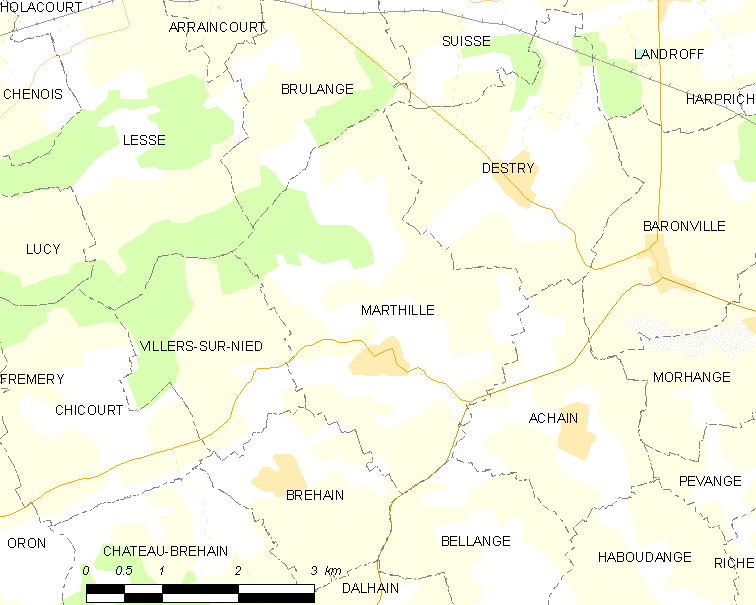
马尔蒂耶的OSM定位图

## 行政
马尔蒂耶的邮政编码为57340，INSEE市镇编码为57451。

## 政治
马尔蒂耶所属的省级选区为索努瓦县。

## 人口

1962-2008年间马尔蒂耶人口变化图示

马尔蒂耶于2022年1月1日时的人口数量为167人。